# Эскадренные миноносцы типа «Акаста»
Эскадренные миноносцы типа «Акаста». Развитие предыдущего типа. Эсминцы первоначально получила названия на букву К (откуда и пошло обозначение типа, в сентябре 1913 года переименованы в тип K), но в ходе строительства корабли были переименованы. Эсминцы строились разными фирмами и внешне существенно отличались друг от друга. Семь кораблей потеряны, из них четыре в Ютландском сражении

## Конструкция
Acasta были больше и тяжелее вооружены, чем предыдущие типы. Они получили единообразное артиллерийское вооружение из трёх 4-дюймовых (101,6 мм) BL L/40 Mark VIII. «Ардент» от William Denny, который был построен с использованием продольного набора вместо традиционного поперечного набора. Хотя новая конструкция Ardent не вызвала нареканий, в Королевском флоте больше не строили эсминцы с продольным набором до эсминцев типа J в 1930-х годах.

## Испытания
На предварительных испытаниях «Шарк»  развил мощность механизмов на 2000 л.с. меньше специкафиционной из-за недостаточной подачи воздуха в котельное отделение. Пришлось демонтировать откидные клапаны ограничивающие подачу воздуха к вдувным вентиляторам.
Испытания вооружения провели на «Акасте» в плохую погоду, при силе ветра 6-8 баллов. Орудия постоянно окатывало забортной водой, выстрелы намокли и не срабатывали капсюли. Залповой стрельбы не получилось потому, что не срабатывали электрические цепи.

## Служба

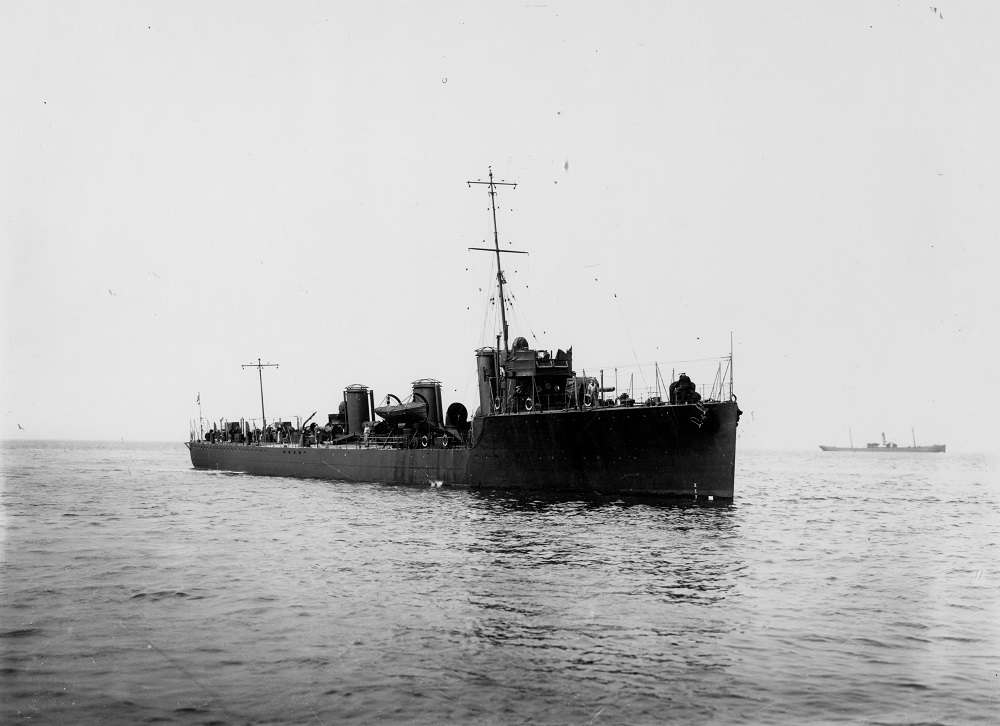
Вид на правый борт HMS Shark. Около 1913 года.

С начала Первой мировой войны и до середины 1916 года эсминцы служили в Гранд-Флите в 4-й флотилии эсминцев, в качестве лидера сначала был Swift, а ко времени Ютландского сражения Tipperary.
«Ардент», «Шарк», «Спэрроухок» и «Форчен» погибли в Ютландском бою.
После Ютландского сражения оставшуюся часть флотилии перевели в Хамбер, а затем в Портсмут. В конце 1916 года расформировали передав некоторые корабли в 6-ю флотилию эсминцев и Дуврский патруль, а остальные в Девонпорт. Все уцелевшие корабли были проданы на слом к 1921 году.

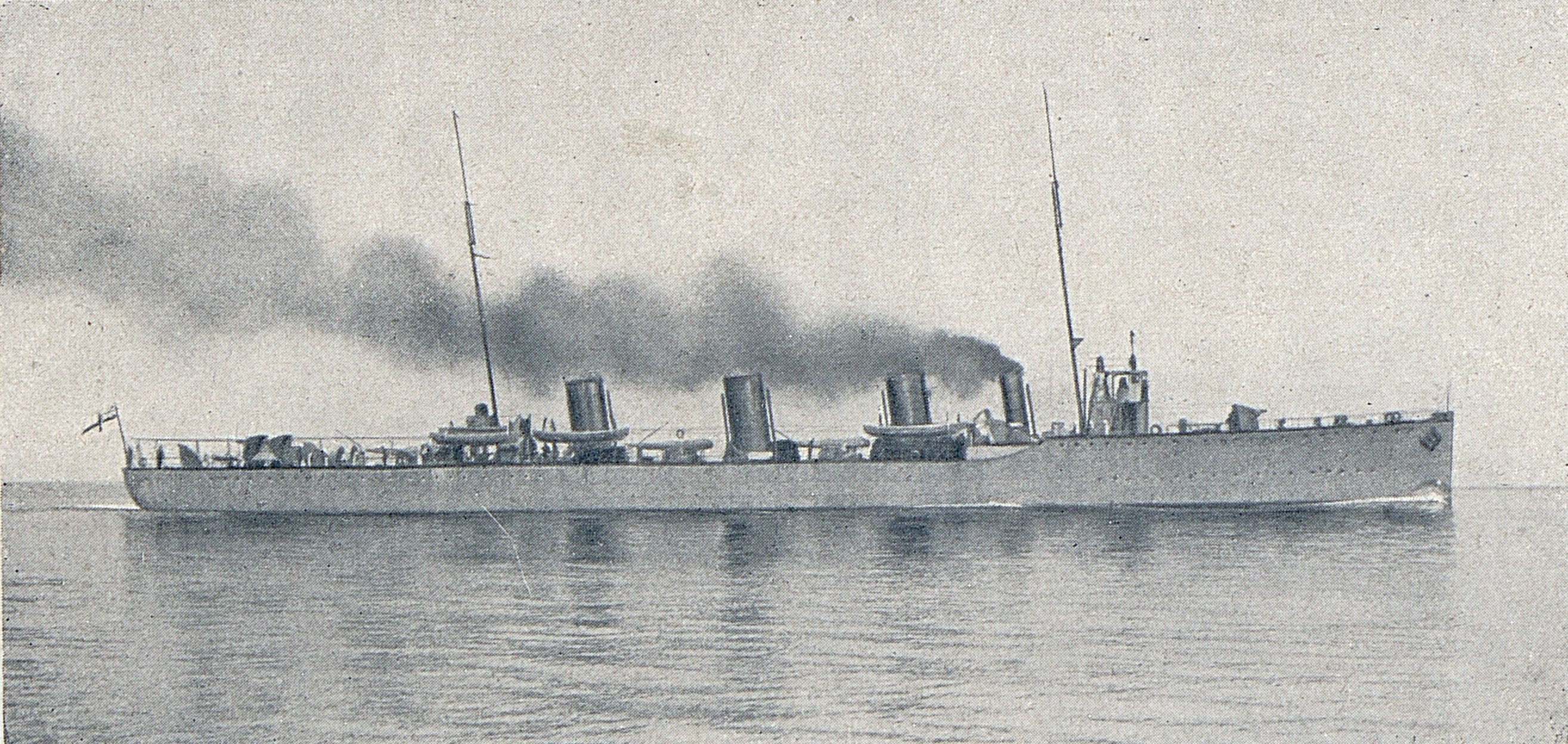
лидер флотилии Tipperary